# キャサリン・キューザック
キャサリン・キューザック（Catherine Cusack、1968年12月21日 - ）は、イギリスの女優。

## 出演作品
- ネバーランド